# Miguel Minhava
Miguel Minhava, (né le 5 novembre 1983 à Lisbonne) est un joueur de basket-ball Portugais. Il mesure 1,97 m et pèse 89 kg. Il évolue au poste de meneur/arrière.
Actuellement il joue au Portugal, en 1re Division Portugaise la Ligue UZO avec l'équipe d'Aveiro, les Galitos.

## Palmarès
- 2011/2012, 2012/2013 - Champion du Portugal avec le Benfica

## Sélection National
- Participation à l'EuroBasket 2011
- Participation à l'EuroBasket 2007